# 군디
군디 또는 커먼군디(학명: Ctenodactylus Gundi)는 군디과에 속하는 설치류의 일종이다. 알제리와 리비아, 모로코, 튀니지에서 발견된다. 또한 1908년 튀니스에서 니콜(Charles Nicolle)과 망소(Louis Manceaux)가 군디의 피부에서 기생 생물 톡소포자충을 처음 발견했다.

## 특징
커먼군디는 몸길이가 16~20cm까지 자라고 뭉툭한 꼬리를 갖고 있으며, 몸무게는 약 185g이다. 겉모습은 기니피그를 닮았고, 큰 눈과 편평한 귀 그리고 짧은 팔다리를 갖고 있다.

## 분포
군디는 아틀라스 산맥 남부 경사면의 북아프리카에서 발견되며, 해발 고도 최대 약 2900m 높이 지역에서 서식한다. 분포 지역은 리비아 서부 지역부터 튀니지와 알제리를 거쳐 모로코 동부 지역까지 이어진다.

## 생태
주행성, 초식 설치류 종이다. 암반 지역과 건조 지대에 서식하며, 바위 틈과 둥근 돌 아래에 집을 짓고 산다. 식물 잎과 줄기, 꽃, 씨앗을 먹이로 구하며, 적당한 식물의 부족때문에 먼 거리를 이동한다. 식생활에서 충분한 물을 찾지 않고 마시지도 않으며, 사막의 일부 설치류처럼 음식을 저장하지도 않는다. 커먼군디는 육상 종으로 지역에 따라 3마리부터 7마리까지 성체로 이루어진 가족 집단을 형성한다. 생후 9개월부터 12개월이 지나면 성적으로 성숙한 상태에 도달한다. 임신 기간은 57일로 추산하고 있으며, 평균 2마리 이하의 적은 수의 새끼를 낳는다. 눈을 뜨고, 몸에 털이 덮인 채로 새끼가 태어나고, 태어날 때부터 체온을 조절할 수 있다. 다음 새끼를 낳기까지 약 70일간의 기간을 갖는다.
튀니지 남동부에서 검사한 거의 절반의 커먼군디에서 레이시마니아(Leishmania) 기생충을 갖고 있는 사실이 발견되었다. 5마리에서 열대리슈만편모충(Leishmania tropica)이 발견되었고, 한 마리에서 큰리슈만편모충(Leishmania major)가 나왔다. 이 원생생물은 암컷 샌드플라이가 매개하는 피부 질환의 일종인 피부리슈만편모충증의 원인균이며, 군디가 이 병원체의 자연 저장소 역할을 하는 것으로 추정하고 있다.

## 보전 상태
커먼군디는 상당히 흔한 종으로 널리 분포하며, 알려진 특이한 위협 요인은 없다. 개체수는 강수량에 따라 지역적으로 다양하다. 분포 지역의 서부에, 건기 해에는 발군디(Ctenodactylus vali)로 대체된다. 국제 자연 보전 연맹(IUCN)은 커먼군디를 관심대상종으로 분류하고 있다.